# Katima Mulilo Urbano
Il distretto elettorale di Katima Mulilo Urbano è un distretto elettorale della Namibia situato nella regione dello Zambesi con 28.362 abitanti al censimento del 2011. Comprende la città di Katima Mulilo.